# Heinz Entner
Heinz Entner (Liberec, 1932. október 27. – Gelbensande, 2011. július 6.) német filológus.

## Élete
Munkáscsalád sarja volt. 14 éves koráig szülővárosában járt iskolába, 1946 és 1952 közt Neustrelitzben tanult. Ebben az időszakban különösen lelkesedett Ernst Barlach művészetéért. 1952 és 1956 közt Lipcsében és Berlinben újságírást és német irodalmat tanult. Alfred Kantorowicz, Victor Klemperer és Werner Simon irodalomtörténeti előadásai, valamint Wolfgang Harich filozófiatörténete komoly hatással voltak rá. Tanulmányai végeztével rövid ideig az NDK televíziója szerkesztője volt, majd a Tudományos Akadémia munkatársa lett.
1963-ban doktori címet szerzett a Humboldt Egyetemen Leopold Magon germanistánál és Werner Hartke klasszika-filológusnál a német korai humanizmusról írott tanulmányával. Ezután további kutatásokat végzett a 16. és 17. századi latin és német költészet körében, melyekkel mintegy megalapozta Paul Flemingről írt életrajzát, mellyel 1992-ben habilitált. Folyamatosan érdeklődött a kor műszaki és tudományos eredményei iránt, felfedezte a tudományos-fantasztikus irodalom műfaját. Számos esszét írt, 1979-ben Irma Entnerrel közösen közzétette a skandináv fantasy antológiáját. Közreműködött az NDK fantasztikus irodalmának lexikonában (Die Science-fiction der DDR). Erik Simonnal és Olaf R. Spittellel közösen szerkesztette a Lichtjahr antológiát. Magyarul egyetlen elméleti írása jelent meg a Galaktika 21. számában 1976-ban Pillantás az NDK sci-fi irodalmára címmel.

## Munkái
- Samuel Karoch von Lichtenberg im deutschen Frühhumanismus. disszertáció, Berlin, 1963
- Frühhumanismus und Schultradition in Leben und Werk des Wanderpoeten Samuel Karoch von Lichtenberg : Biographisch-literarhistorische Studie mit einem Anhang unbekannter Texte. Akademie-Verlag, Berlin, 1968
- mit Edith Neubauer: Bundschuh und Regenbogenfahne: Schriftsteller und Künstler im Bauernkrieg. Verlag Tribüne, Berlin, 1975
- Paul Fleming : ein deutscher Dichter im Dreißigjährigen Krieg. Reclam, Leipzig 1989, ISBN 3-379-00486-3

szerkesztőként:
- Hermann Bang. Romane und Erzählungen. Rostock und München, 1982
- Studien zur deutschen Literatur im 17. Jahrhundert. (Werner Lenkkel közösen) Aufbau, Berlin, 1984
- Wiedersehn beim Sirius : Phantastische Erzählungen aus Skandinavien. Übersetzungen von Irma Entner. Berlin, 1979

## Fordítás
- Ez a szócikk részben vagy egészben  a   Heinz Entner című német Wikipédia-szócikk ezen változatának fordításán alapul.  Az eredeti cikk szerkesztőit annak laptörténete sorolja fel. Ez a jelzés csupán a megfogalmazás eredetét és a szerzői jogokat jelzi, nem szolgál a cikkben szereplő információk forrásmegjelöléseként.